# Microcyclops atongae
Microcyclops atongae – gatunek widłonoga z rodziny Cyclopidae. Nazwa naukowa tego gatunku skorupiaków została opublikowana w 1957 roku przez brytyjskiego zoologa Geoffreya Fryera.